# Syspasis striata
Syspasis striata là một loài tò vò trong họ Ichneumonidae.